# Lauritz Christian Hagen
Lauritz Christian Hagen född 1808. Död 1880 i Kerteminde. Präst och psalmförfattare representerad i danska Psalmebog for Kirke og Hjem.